# 白旗山八幡宮のオハツキイチョウ

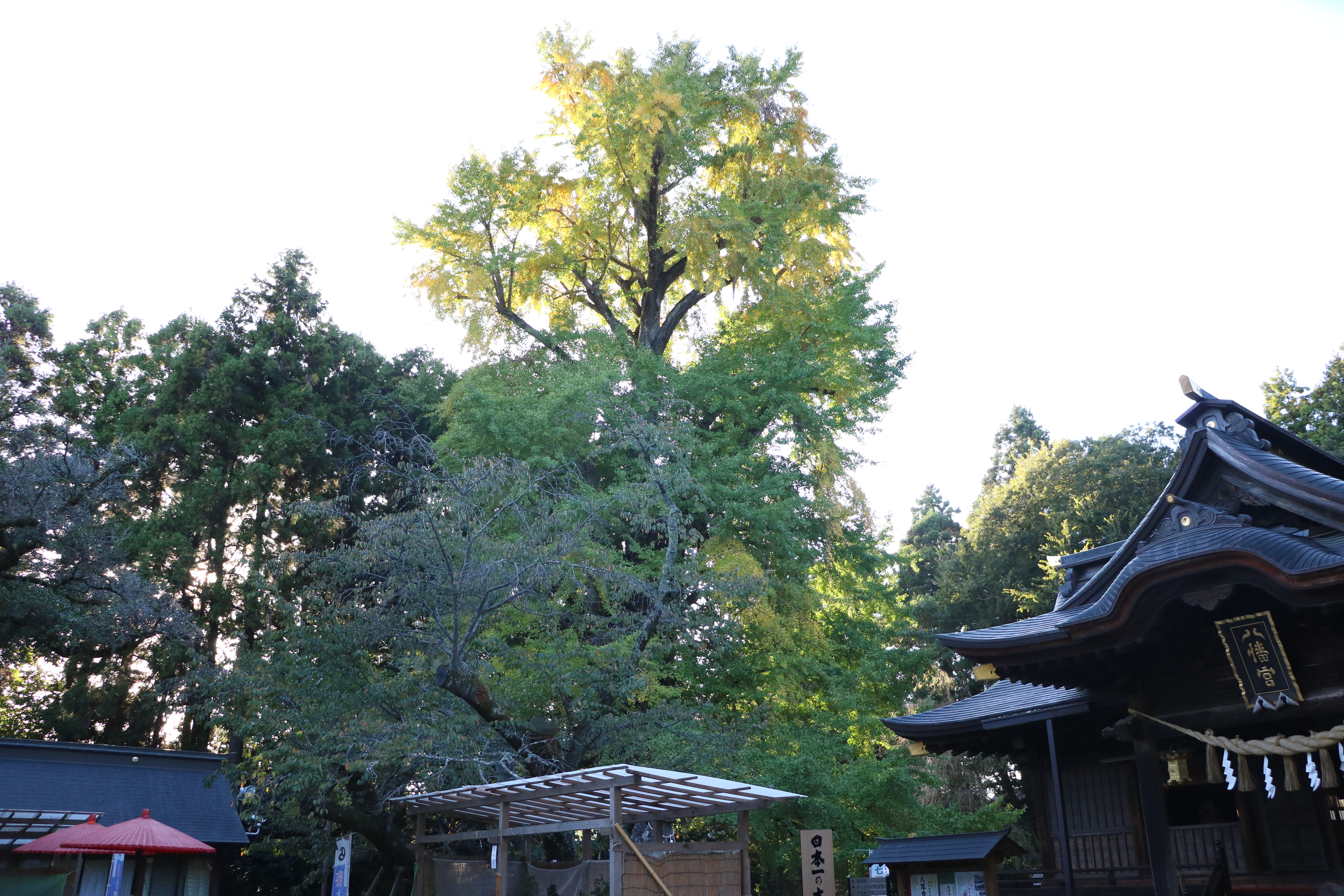
白旗山八幡宮のオハツキイチョウ。2023年10月24日撮影。

白旗山八幡宮のオハツキイチョウ（しらはたやまはちまんぐうのオハツキイチョウ）は、茨城県水戸市八幡町に鎮座する水戸八幡宮の境内に生育する、国の天然記念物に指定されたオハツキイチョウである。国の天然記念物に指定された全7件あるオハツキイチョウのひとつであり、1929年（昭和4年）4月2日に「白旗山八幡宮御葉附公孫樹」の指定名称で国の天然記念物に指定された。
水戸八幡宮の公式ホームページによれば、樹齢800年、樹高42メートル、幹周り9メートルという巨樹で、本樹の前には「日本一の大いちょう」の大きな看板が設置されている。オハツキイチョウとしては日本国内最大の巨樹であり、幹から多数の乳根（乳柱）が垂れ下がり枝張りもよく、樹勢も良好で、当八幡宮の御神木として地域の人々や参拝者に親しまれている。

## 解説

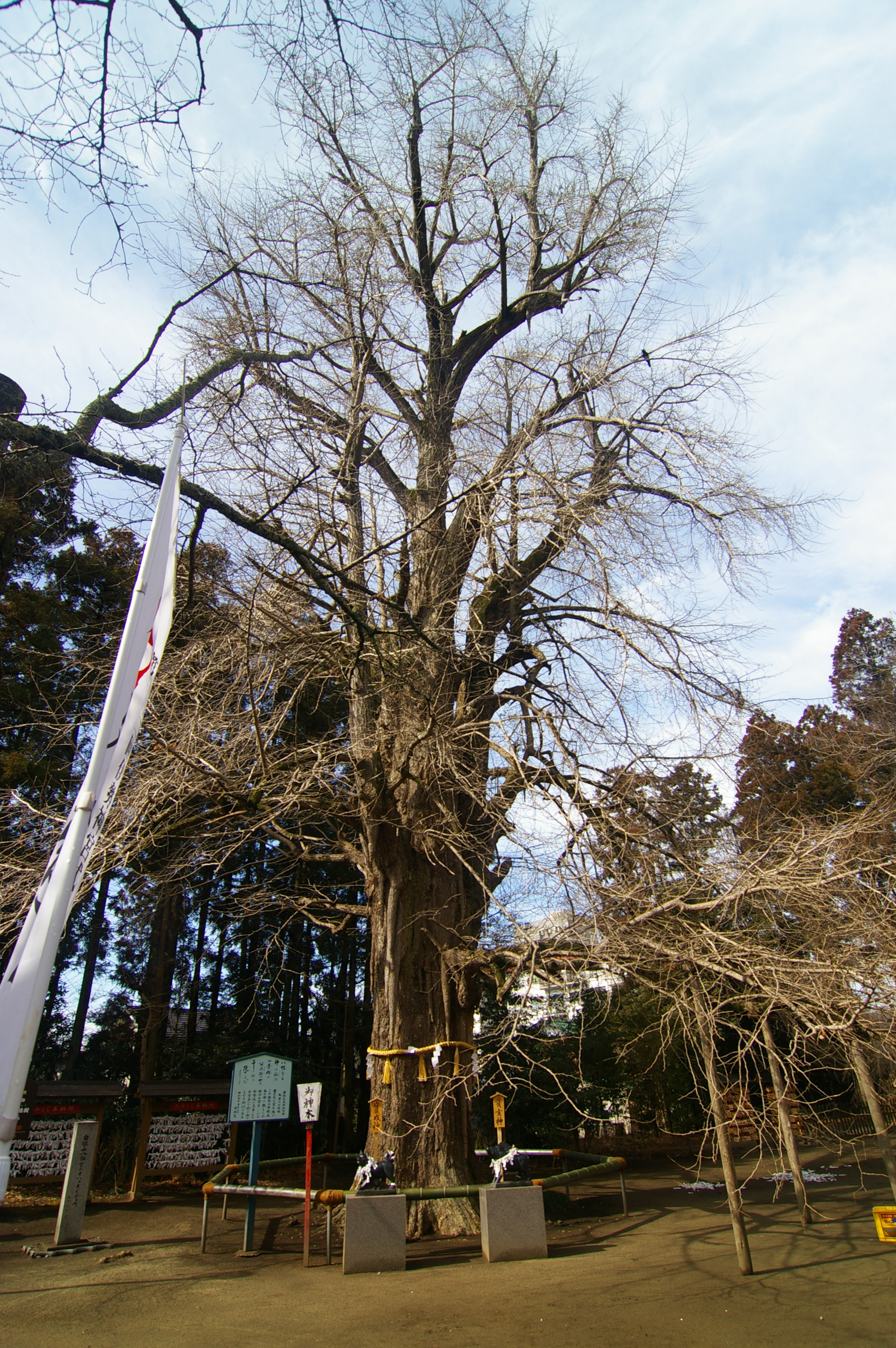
落葉時の様子。2014年2月28日撮影。

白旗山八幡宮のオハツキイチョウは茨城県水戸市中心部の北西側にある水戸八幡宮の境内に生育しており、八幡宮の随身門をくぐった正面にある拝殿に向かって左側に高くそびえ立っている。オハツキとは葉の表面や小枝の先端部にギンナンが結実する（葉上種子）イチョウの変種の一種で、漢字で「御葉付」と書く。
オハツキイチョウは明治24年（1891年）に植物学者の白井光太郎により、山梨県南巨摩郡下山村（現、同郡身延町）の上沢寺境内にある個体（上沢寺のオハツキイチョウ）から葉上種子が発生する事実が確認され、これが学会に報告されたことで広く知られるようになった。本記事で解説する白旗山八幡宮のオハツキイチョウも、国の天然記念物指定に先立つ現地調査は白井光太郎自身によって行われている。
白井が調査を行った当時、当地は水戸市に編入される以前の東茨城郡常磐村であったところで、水戸八幡宮も「白旗山八幡宮」と呼ばれていたため、天然記念物指定名称も白旗山八幡宮の社名が冠されている。調査は茨城県師範学校教諭兼教育監（教育長）の角田俊夫が同行し、当時の本樹は白井の計測によれば地上5尺（約1.5メートル）の幹囲は1丈9尺（約5.7メートル）、樹高は約18間（約32メートル）であり、乳柱の発達も著しく、樹勢の雄大な点においてオハツキイチョウの中で第一なるべしと報告されている。
一方で樹高が高いため枝幹に実った種子（ギンナン）の様子などを地上から確認するのが困難で、白井は落下したものの中から御葉付が生じたものを確認している。また、御葉付となるギンナンの割合は非常に少なく、全体の約1割程度である。なお、調査当日、茨城県師範学校の中庭にもオハツキイチョウがあるということで、同時に調査が行われたが、こちらも御葉付となる割合が少なく、白井は確認できなかったという。
いずれにしても白旗山八幡宮のオハツキイチョウは、日本国内最大のオハツキイチョウの巨樹であり、白井は『天然紀念物調査報告 植物之部 第9輯』に天然記念物に指定することを望むと記載し、1929年（昭和4年）4月2日に「白旗山八幡宮御葉附公孫樹」（後に片仮名のオハツキイチョウへ変更）の指定名称で国の天然記念物に指定された。
言い伝えによれば当八幡宮が建立された1707年（宝永4年）以前、この場所には別の寺院があったが、その時すでにオハツキイチョウは巨木として存在していたという。このことから樹齢は400年もしくは600年以上と推定されている。地元では古くからこのイチョウを「ヤエギンナン」と呼んでいるが、当地での「ヤエ」とは「変わり者」の意味で、おそらく葉上種子の奇妙な形態を指して呼ばれるようになったものと考えられている。

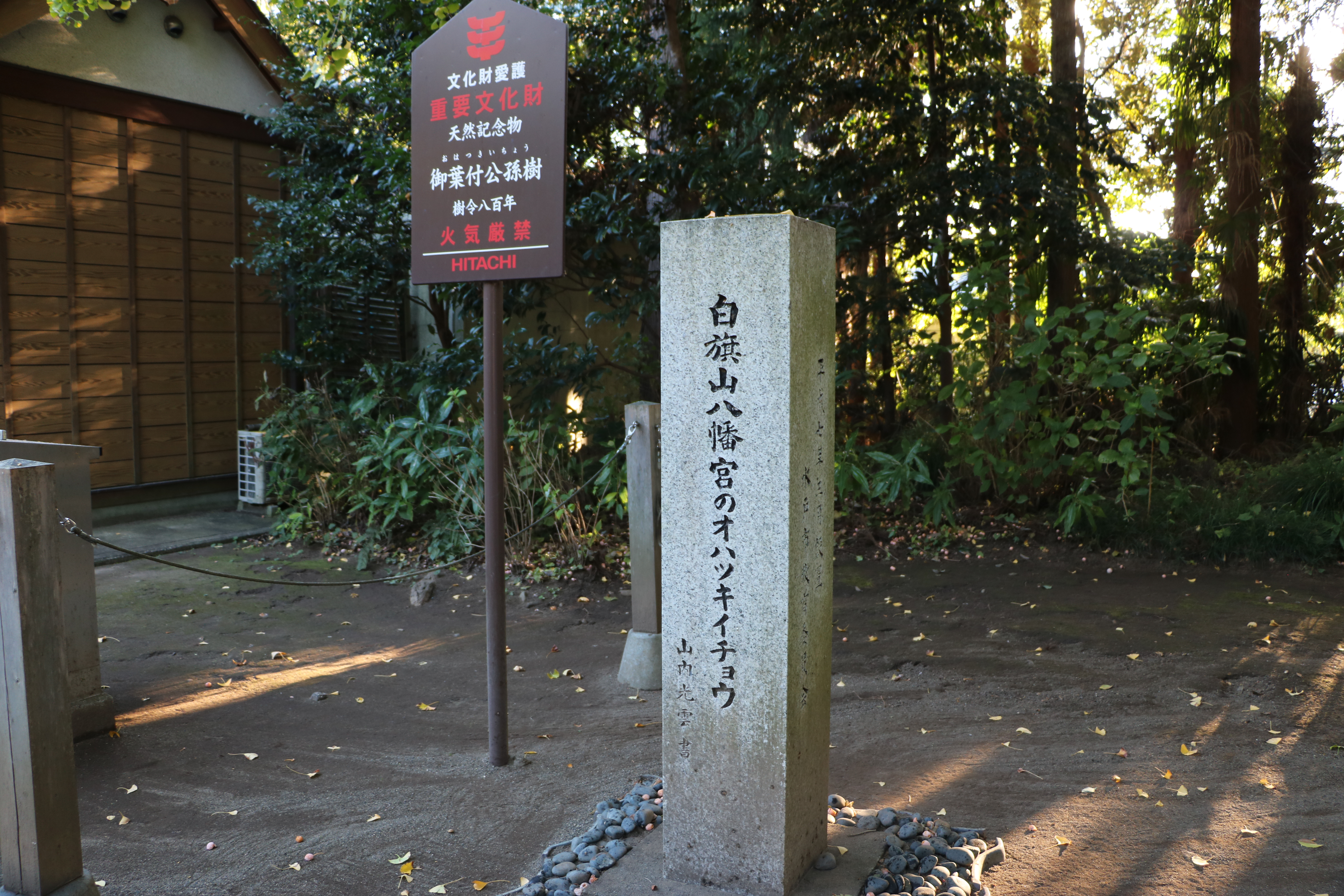
天然記念物石碑。2023年10月24日撮影。
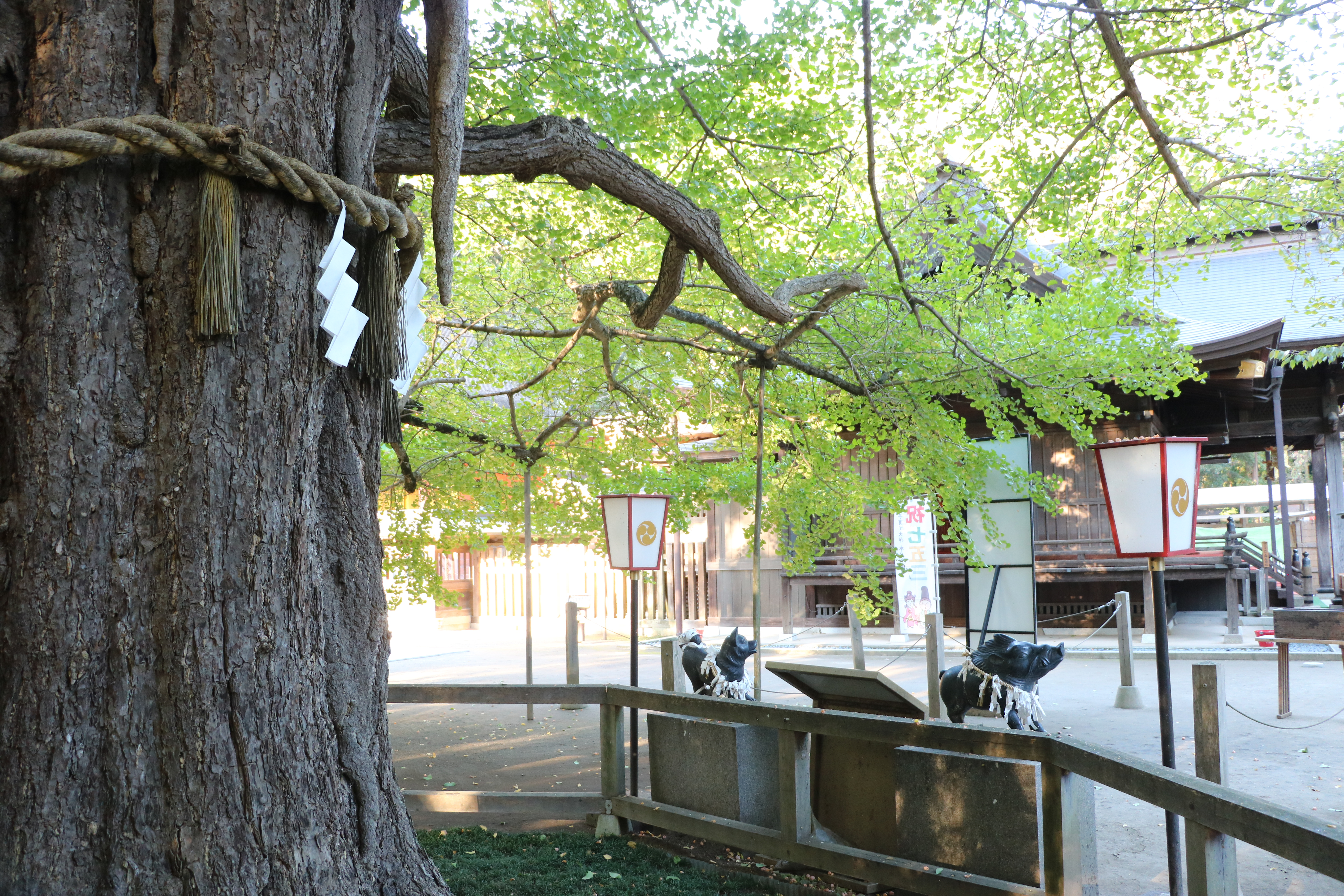
乳柱が垂れる。2023年10月24日撮影。
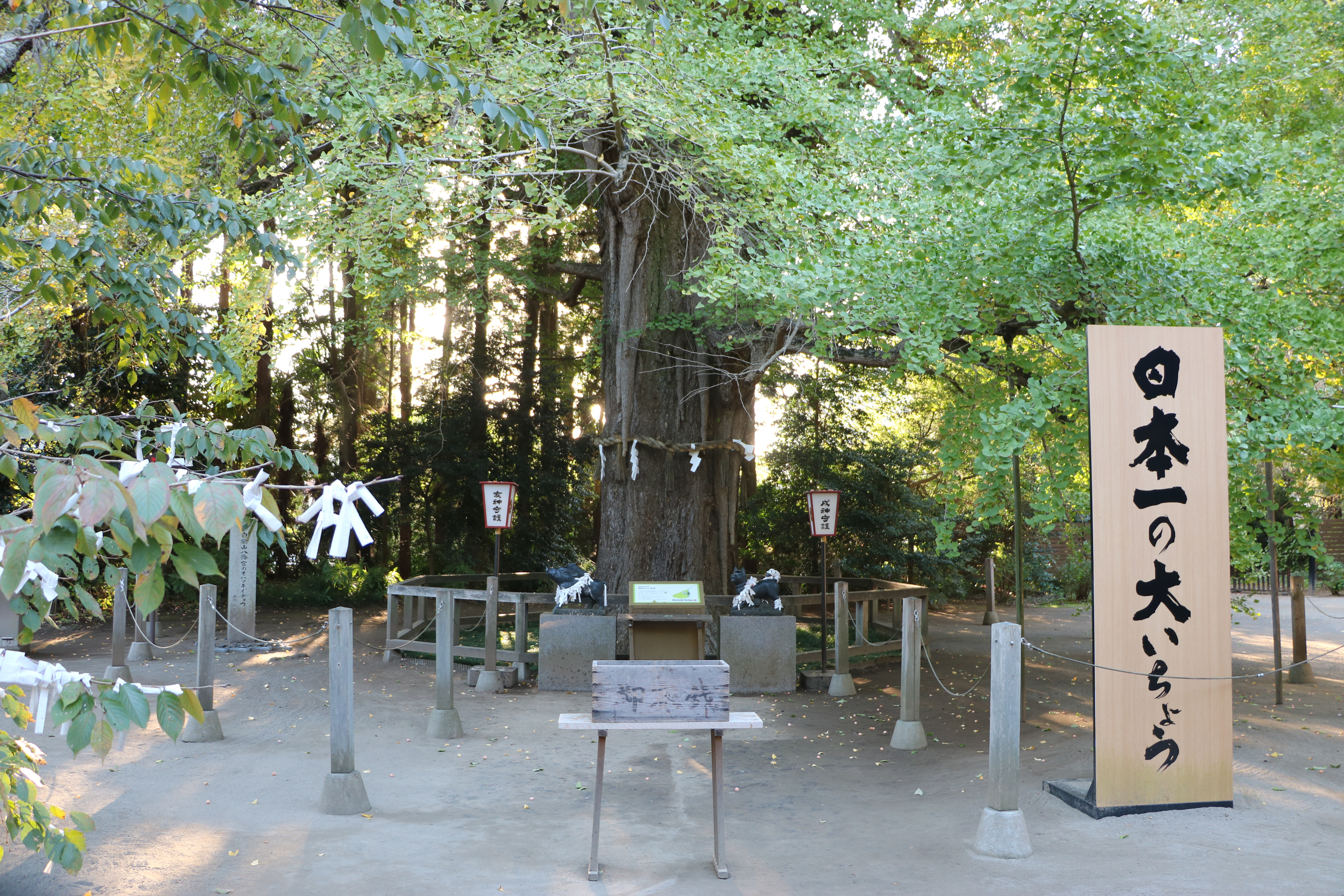
日本一の大いちょうの看板。2023年10月24日撮影。

## 交通アクセス
所在地
- 茨城県水戸市八幡町8-54[13]。

交通
- ここでは水戸八幡宮へのアクセスを示す[14]。
  - 常磐自動車道水戸インターチェンジより車で約20分。
  - JR常磐線および水郡線、水戸駅北口より市内循環線バスに乗車し「八幡宮入口」バス停下車。